# Budapesti Szemle
A Budapesti Szemle egy 1840 és 1944 között, kisebb megszakításokkal évente három alkalommal, kötet formában megjelent a kultúra széles területeit felölelő folyóirat volt.

## A lap
A lap első ízben 1840-ben jelent meg, de ezt 17 évnyi szünet követte, Heckenast Gusztáv kiadó úgy ítélte meg, hogy még nem érett meg az ország arra, hogy egy ilyen típusú lap üzletileg eredményes legyen. 1857-ben Csengery Antal szervezőmunkájának köszönhetően indult el ismét a folyóirat, Sina Simon bankár anyagi áldozatvállalásának segítségével. 1864-ig Csengery állt a lap élén, ekkor közel két éves szünet állt be a kiadásban. 1865-től 1867-ig Lónyay Menyhért is részt vett a szerkesztői munkában, a kiegyezéstől azonban ismét egyedül Csengery vitte a lapot 1869-ig. 1873-tól Gyulai Pál szerkesztésében indult újra a Magyar Tudományos Akadémia égisze alatt. A lapot Gyulai haláláig szerkesztette, tőle Voinovich Géza vette át a stafétabotot, aki a folyóirat 1944-es megszűnéséig volt főszerkesztő.
Összesen 305 kötet jelent meg a folyóirat fennállásának idején.
Szerkesztősége 1905-ig a Magyar Tudományos Akadémia székházában, majd néhány évig a Főherceg Sándor utca (ma: Bródy Sándor utca) 13. szám alatt működött. Az első világháború időszakától megszűnéséig a Franklin Irodalmi és Nyomdai Rt. címén, az Egyetem (mai nevén: Károlyi) utca 4. szám alatt volt.

## Szerkesztői, tartalma
A lap főszerkesztői Csengery Antal (1857–1869), Gyulai Pál (1873–1910) és Voinovich Géza (1910–1944) voltak.
Az abszolutizmus időszakában jószerével Magyarország egyetlen olyan folyóirata volt, mely kultúrát közvetített az olvasóknak. Az 1873–1944 közti időszakban a folyóiratban elsősorban az irodalmi vonal volt erős, bár történelmi és filozófiai írások is megjelentek. A természettudomány inkább elvi, tudománypolitikai szempontból volt része a lap profiljának.